# Мадисон (приход)
Ма́дисон (англ. Madison Parish, фр. Paroisse de Madison) — приход штата Луизиана, США. Официально образован в 1839 году. По состоянию на 2010 год, численность населения составляла 12 093 человека.

## География
По данным Бюро переписи США, общая площадь прихода равняется 1 686,092 км², из которых 1 616,162 км² — суша, и 67,340 км², или 4,100 %, — это водоёмы.

## Население
По данным переписи населения 2000 года на территории прихода проживает 13 728 жителей в составе 4 469 домашних хозяйств и 3 141 семья. Плотность населения составляет 8,00 человек на км². На территории прихода насчитывается 4 979 жилых строений, при плотности застройки около 3,00-х строений на км². Расовый состав населения: белые — 37,86 %, афроамериканцы — 60,34 %, коренные американцы (индейцы) — 0,15 %, азиаты — 0,16 %, гавайцы — 0,01 %, представители других рас — 0,35 %, представители двух или более рас — 1,13 %. Испаноязычные составляли 2,10 % населения независимо от расы.
В составе 35,40 % из общего числа домашних хозяйств проживают дети в возрасте до 18 лет, 41,20 % домашних хозяйств представляют собой супружеские пары, проживающие вместе, 24,20 % домашних хозяйств представляют собой одиноких женщин без супруга, 29,70 % домашних хозяйств не имеют отношения к семьям, 26,60 % домашних хозяйств состоят из одного человека, 11,00 % домашних хозяйств состоят из престарелых (65 лет и старше), проживающих в одиночестве. Средний размер домашнего хозяйства составляет 2,74 человека, и средний размер семьи 3,35 человека.
Возрастной состав прихода: 32,60 % моложе 18 лет, 11,20 % от 18 до 24, 25,50 % от 25 до 44, 19,10 % от 45 до 64 и 19,10 % от 65 и старше. Средний возраст жителя прихода 30 лет. На каждые 100 женщин приходится 103,30 мужчин. На каждые 100 женщин старше 18 лет приходится 95,60 мужчин.
Средний доход на домохозяйство прихода составлял 20 509 USD, на семью — 23 589 USD. Среднестатистический заработок мужчины был 26 394 USD против 16 141 USD для женщины. Доход на душу населения составлял 10 114 USD. Около 29,70 % семей и 36,70 % общего населения находились ниже черты бедности, в том числе — 51,60 % молодёжи (тех, кому ещё не исполнилось 18 лет) и 22,00 % тех, кому было уже больше 65 лет.